# پادشاه و پادشاه
پادشاه و پادشاه (به هلندی: Koning en Koning) کتابی ویژهٔ کودکان است که توسط لیندا د هان و استرن نیلاند نوشته شده است. ترجمهٔ انگلیسی آن در سال ۲۰۰۲ در آمریکا منتشر شد. همچنین نمایشنامه‌ای براساس آن در سرتاسر جهان اجرا گردید. دنباله‌ای نیز برای آن نوشته شده است.
انتقاد مخالفانی که معتقد بودند کودکان نباید در جریان موضوع‌های مرتبط با دگرباشی جنسی قرار گیرند، موجب افزایش توجه به کتاب «پادشاه و پادشاه» شد.

## خلاصه داستان
بر روی بلندترین کوه شهر، شاهزاده برتی هنوز ازدواج نکرده است. همچنان که در کشورش رسم است، مادرش که ملکهٔ بدخلقی است و از حکمرانی خسته، امیدوار است که مسئولیت‌ها را به پسرش بسپارد و پافشاری می‌کند که او باید شاهدختی را برای ازدواج بیابد. شاهزاده به مادرش می‌گوید که هرگز به شاهدختان اهمیت نداده است. مادرش او را به دیدن شاهدختانی از سراسر جهان در کاخ می‌برد که با وجود استعدادهایشان در جلب علاقهٔ شاهزاده با شکست روبرو می‌شوند.
کمی بعد شاهدخت مادلین همراه با برادرش شاهزاده لی وارد می‌شوند. برتی و لی بلافاصله عاشق یکدیگر می‌شوند و به آماده‌سازی مراسم ازدواجشان می‌پردازند. در مراسم ازدواجشان شاهدخت‌های رد شده همراه با خانواده‌هایشان حضور می‌یابند و زوج داستان پادشاه و پادشاه نامیده می‌شوند. ملکه نیز سرانجام به آرامش می‌رسد. داستان با نگاره‌ای از بوسهٔ دو پادشاه پایان می‌یابد.